# Pradosia cuatrecasasii
Pradosia cuatrecasasii är en tvåhjärtbladig växtart som först beskrevs av André Aubréville, och fick sitt nu gällande namn av Terence Dale Pennington. Pradosia cuatrecasasii ingår i släktet Pradosia och familjen Sapotaceae. IUCN kategoriserar arten globalt som sårbar. Inga underarter finns listade i Catalogue of Life.